# Shuttle-C

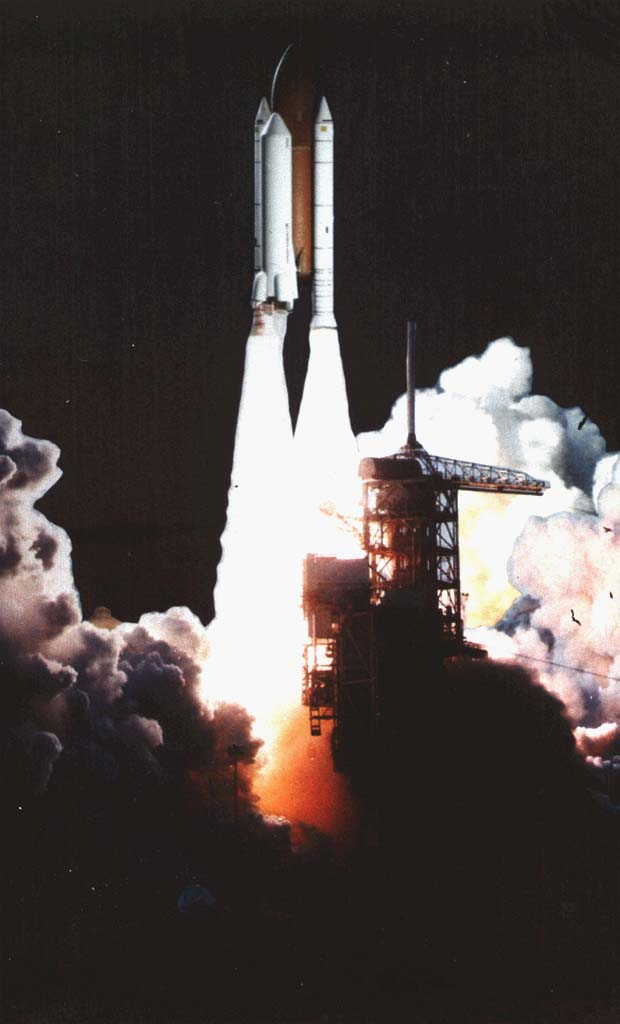
Concepção artística de um lançamento noturno do Shuttle-C.

O Shuttle-C foi um estudo da NASA para transformar os componentes de lançamento do ônibus espacial em um lançador de carga não tripulado dedicado. O tanque externo do ônibus espacial e os "Space Shuttle Solid Rocket Booster" (SRBs) do ônibus espacial seriam combinados com um módulo de carga que tomaria o lugar do orbitador do ônibus espacial e incluiria os motores principais. Vários conceitos do Shuttle-C foram investigados entre 1984 e 1995.
O conceito do Shuttle-C teoricamente reduziria os custos de desenvolvimento de um veículo de lançamento pesado, reutilizando a tecnologia desenvolvida para o programa do ônibus espacial. O hardware do ônibus espacial em final da vida útil também teriam sido usados. Uma proposta envolvia até mesmo a conversão do Columbia ou Enterprise em um lançador de carga de uso único. Antes da perda do ônibus espacial Challenger, a NASA esperava cerca de 14 voos do ônibus espacial por ano. Após o desastre com o Challenger, ficou claro que essa taxa de lançamento não era viável por uma série de razões. Com o Shuttle-C, pensava-se que os requisitos mais baixos de manutenção e segurança para o veículo não tripulado permitiriam uma taxa de vôo mais alta.